# ショットガン・エクスプレス
ショットガン・エクスプレス（Shotgun Express）は、1966年5月にロンドンで結成された短命だったイギリスのR&B・バンドである。当時、成功と呼べるものは何もなかったが、ロッド・スチュワート、ミック・フリートウッド、ピーター・グリーン、ピーター・バーデンスなど、後の有名ミュージシャンが短期的に在籍していたことは注目に値する。

## 略歴
バンドは、キーボードにピーター・バーデンス、ギターにピーター・グリーン、デイヴ・アンブローズ（後にA&Rマンとなりセックス・ピストルズやデュラン・デュランと契約を交わした人物）をベースに迎え、ドラムのミック・フリートウッドが加わった、ピーター・バーデンス率いるインストゥルメンタル・グループ「Peter B's Looners」を母体に、スタイルを変えてボーカリストを加えることにして誕生した。彼らに、ロッド・スチュワートと、リヴァプールのクラブ・シーンで中心的な女性歌手であったベリル・マースデンが加わり、ショットガン・エクスプレスと名付けられた。
バンドはロンドンのクラブで演奏し、ソウル・クラシックの演奏に重点を置いていた。グリーンが1966年後半にバンドを脱退してジョン・メイオール&ザ・ブルースブレイカーズに加わったため、最初にジョン・ムーアズヘッドが、そしてフィル・ソーヤーが交代で加入した。このグループは1966年10月にファースト・シングル「I Could Feel The Whole World Turn Around」（コロムビア・レコード、DB 8025）をリリースしたが、後からオーケストレーションを重ねたと見なされたこともあり、成功には至らなかった。
ショットガン・エクスプレスは、1967年2月にスチュワートがバンドを辞めてジェフ・ベック・グループに加わった後、1967年初頭に解散した。フリートウッドはジョン・メイオールのバンドでグリーンと合流し、2人して脱退した後にフリートウッド・マックを結成している。マースデンはザ・シー・トリニティに、アンブローズはブライアン・オーガーに、ソーヤーはスペンサー・デイヴィスにそれぞれ合流し、バーデンスは後にプログレッシブ・ロック・バンドのキャメルを結成した。

## ディスコグラフィ

### シングル
- "I Could Feel The Whole World Turn Around" (1966年、Columbia)
- "The Shotgun Express" (1966年、Columbia)
- "Funny 'Cos Neither Could I" (1967年、Columbia)